# Jane Doe (musikalbum)
Jane Doe är det fjärde och mest kända albumet av hardcore-bandet Converge. Albumet har fått mycket bra kritik, där bland annat Terrorizer Magazine utnämnde albumet till det bästa för 2001, Decibel utnämnde det till det 35:e bästa albumet för 2000-2010 och Sputnikmusic utnämnde albumet till det bästa albumet för 2000-2010.

## Låtlista
Alla sångtexter är skrivna av Jacob Bannon, all musik är skriven av Converge.
1. "Concubine"  – 1:19
2. "Fault and Fracture"  – 3:05
3. "Distance and Meaning"  – 4:18
4. "Hell to Pay"  – 4:32
5. "Homewrecker"  – 3:51
6. "The Broken Vow"  – 2:13
7. "Bitter and Then Some"  – 1:28
8. "Heaven in Her Arms"  – 4:01
9. "Phoenix in Flight"  – 3:49
10. "Phoenix in Flames"  – 0:42
11. "Thaw"  – 4:30
12. "Jane Doe"  – 11:34